# Mistrzostwa Świata FIBT 1998
Mistrzostwa Świata FIBT 1998 odbywały się w dniach 30 - 31 stycznia 1998 r. w szwajcarskiej miejscowości Sankt Moritz, gdzie rozegrano tylko konkurencję skeletonu. W konkurencjach bobslejowych mistrzostw świata nie rozgrywano z uwagi na Zimowe Igrzyska Olimpijskie.

## Skeleton
- Data: 30 - 31 stycznia 1998 Sankt Moritz

### Mężczyźni
| Miejsce | Sportowiec      | Narodowość        | Czas    |
| ------- | --------------- | ----------------- | ------- |
| 1       | Willi Schneider | Niemcy            | 4:29.59 |
| 2       | Alain Wicki     | Szwajcaria        | 4:30.78 |
| 3       | Felix Poletti   | Szwajcaria        | 4:30.83 |
| 4       | Andy Böhme      | Niemcy            | 4:31.58 |
| 5       | Kristan Bromley | Wielka Brytania   | 4:32.13 |
| 6       | Jeff Pain       | Kanada            | 4:32.45 |
| 7       | Chris Soule     | Stany Zjednoczone | 4:32.65 |
| 8       | Steve Anson     | Wielka Brytania   | 4:33.71 |
| 9       | Kazuhiro Koshi  | Japonia           | 4:33.89 |
| 10      | Jim Shea        | Stany Zjednoczone | 4:34.43 |

### Tabela medalowa
| Miejsce | Państwo    |   |   |   | Razem |
| ------- | ---------- | - | - | - | ----- |
| 1.      | Niemcy     | 1 | 0 | 0 | 1     |
| 2.      | Szwajcaria | 0 | 1 | 1 | 2     |